# Fläckpärlfoting
Fläckpärlfoting (Blaniulus guttulatus) är en mångfotingart som först beskrevs av Bosc 1792.  Fläckpärlfoting ingår i släktet Blaniulus och familjen pärlbandsfotingar. Arten är reproducerande i Sverige. Inga underarter finns listade i Catalogue of Life.

## Bildgalleri

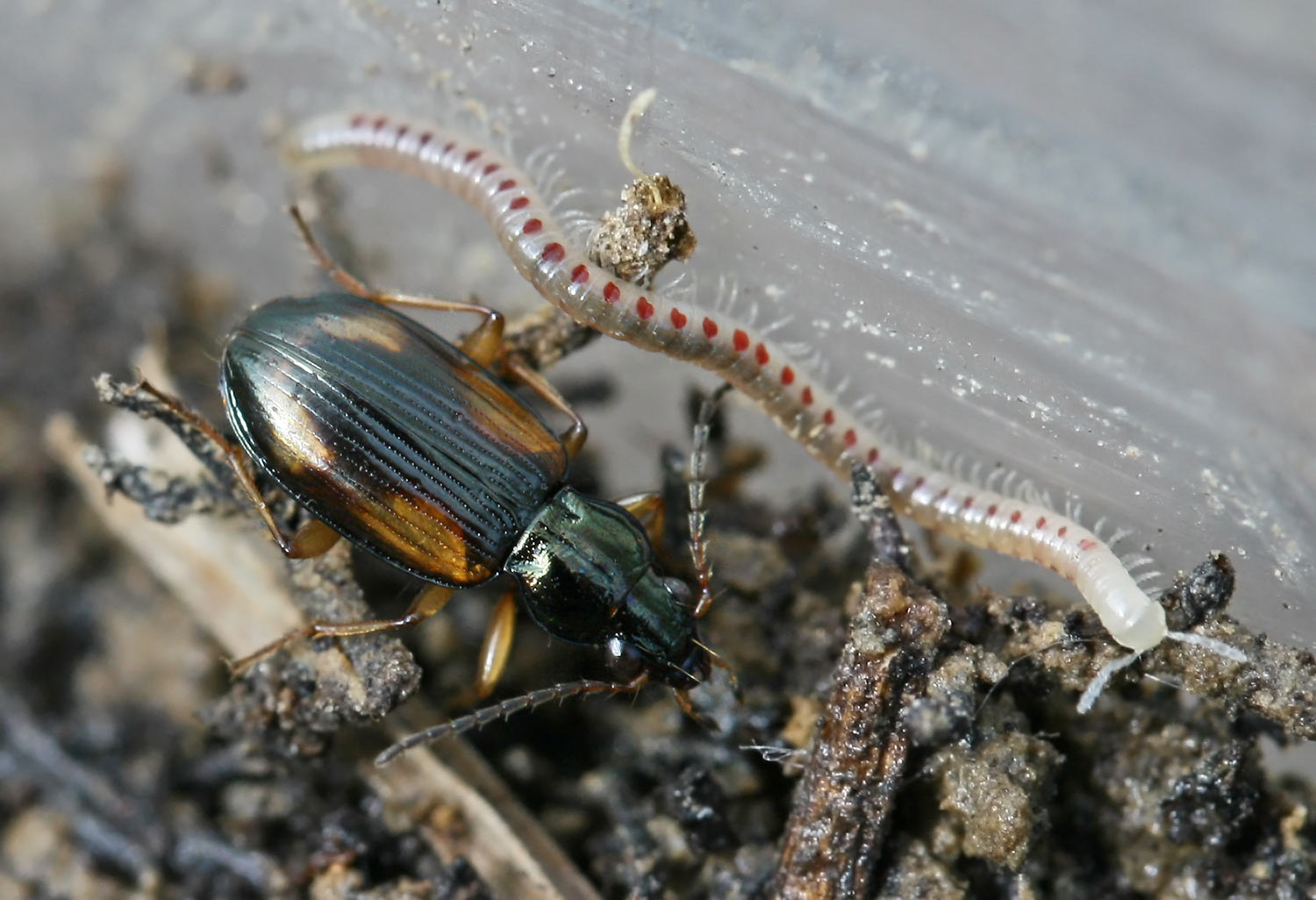
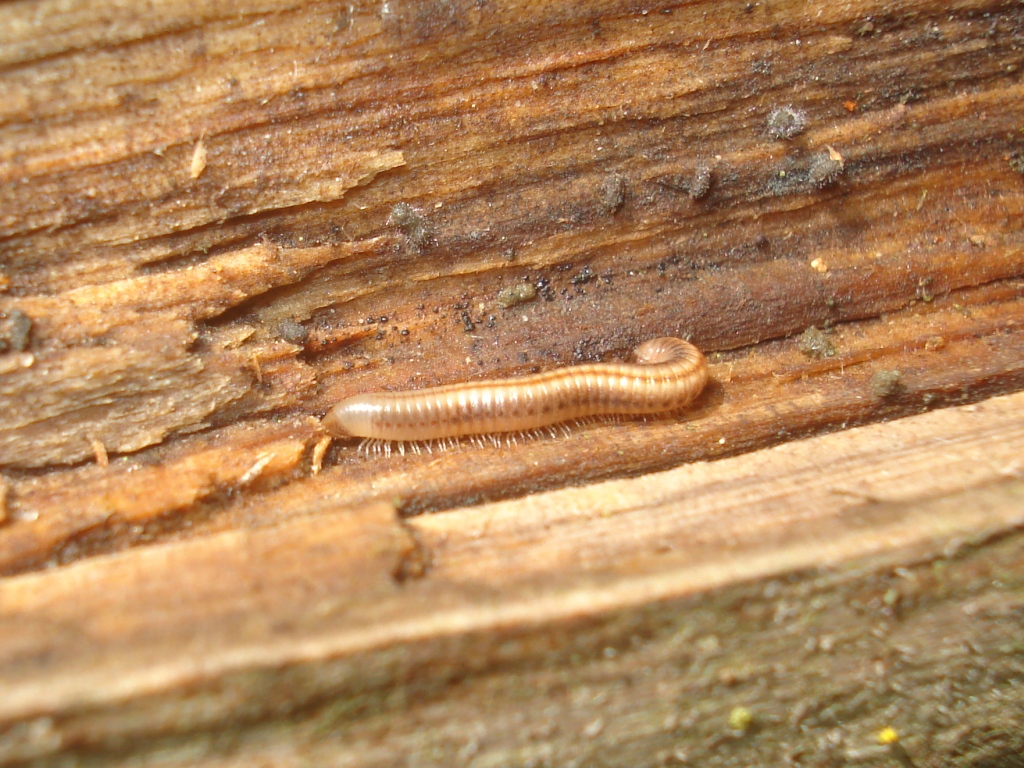